# Морфінг програмного коду
Морфінг програмного коду (англ. Code morphing) — перетворення кодової послідовності з одного виду в інший. У мікропроцесорній техніці під цим розуміється перетворення коду, що задовольняє деяким стандартам, таким чином, щоб він міг бути вірно інтерпретований процесором, який оперує іншими стандартами представлення даних, коду тощо. Морфінг може бути здійснений як на етапі компіляції, так і використовуючи спеціальну логіку, інтегровану в процесор, що виконує такі перетворення в режимі реального часу.
Як приклад можна навести програмну трансляцію для мікропроцесорів Efficeon з 256-розрядним словом і Crusoe з 128-розрядним словом (попередня модель), яка на льоту здійснює морфінг x86-коду в рідний для зазначених процесорів VLIW-код.